# بیست و دومین دوره جشنواره بین‌المللی فیلم فجر
بیست و دومین دورهٔ جشنوارهٔ فیلم فجر در بهمن ۱۳۸۲ در تهران برگزار شد. افتتاحیهٔ آن در تالار وزارت کشور با اجرای رامبد جوان و اختتامیهٔ آن در تالار وحدت با اجرای علیرضا خمسه برگزار شد.

## برگزیدگان
- فیلم منتخب تماشاگران: مارمولک (کمال تبریزی) با ۹۳ درصد آرا
- جایزهٔ ویژهٔ اول هیئت داوران: رخشان بنی‌اعتماد (گیلانه)
- جایزهٔ ویژهٔ هیئت داوران: پرویز پرستویی (مارمولک)
- لوح تقدیر دبیر جشنواره برای فیلم برگزیدهٔ میهمان: سیزده گربه روی شیروانی (علی عبدالعلی‌زاده) به‌خاطر توجه و به‌کارگیری جلوه‌های ویژه
- لوح ویژهٔ دوم؛ بهترین بازیگر نقش اول زن؛ فاطمه معتمدآریا؛ بیست و دومین جشنواره بین‌المللی فیلم فجر؛ بخش مسابقه از دیدگاه منتقدان؛ ۱۳۸۲
- تندیس بهترین فیلم‌نامه (محمد رضایی‌راد) قدمگاه

### دیپلم افتخار
- بهترین بازیگر مرد: رضا ناجی (او) تقدیر ویژهٔ هیئت داوران
- پنجره (بهزاد رسول‌زاده)
- کاشفان نفت (هرمز امامی)
- پنج (حسام سلطانی)

### سیمرغ بلورین
روایت سه‌گانه (اپیزود سوم) یا گیلانه
- بهترین فیلم اول و دوم: بوتیک (حمید نعمت‌الله)
- بهترین فیلم کوتاه: طوفان سنجاقک (شهرام مکری)
- بهترین فیلم مستند: آقایان پرنده (رضا بهرامی‌نژاد)
- محبوب‌ترین فیلم: مارمولک (منوچهر محمدی)

### برگزیدگان بخش بین‌الملل (جشنوارهٔ جهانی)
- سیمرغ بلورین بهترین بازیگر نقش مکمل مرد: عزت‌الله انتظامی برای بازی در فیلم گاوخونی
- سیمرغ بلورین بهترین کارگردانی: بهروز افخمی برای کارگردانی فیلم گاوخونی
- جایزهٔ بین المذاهب: مارمولک (کمال تبریزی)

| سیمرغ بلورین بهترین فیلم | سیمرغ بلورین بهترین کارگردانی |
| --- | --- |
| - مهمان مامان – داریوش مهرجویی و مرکز سیمافیلم - قدمگاه – محمدرضا تخت‌کشیان شبکهٔ یک، بنیاد سینمایی فارابی و محمدمهدی عسگرپور - شهر زیبا – ایرج تقی‌پور و نشانه - دوئل – فرهنگ تماشا و احمدرضا درویش - رسم عاشق‌کشی – محمود فلاح و خسرو معصومی                | - احمدرضا درویش – دوئل - داریوش مهرجویی – مهمان مامان - محمدمهدی عسگرپور – قدمگاه - اصغر فرهادی – شهر زیبا - سیروس الوند – برگ برنده |
| سیمرغ بلورین بهترین بازیگر نقش اول مرد | سیمرغ بلورین بهترین بازیگر نقش اول زن |
| - بهرام رادان – شمعی در باد در نقش فرزین - حسن پورشیرازی – مهمان مامان در نقش پدر - بابک انصاری – شهر زیبا در نقش اعلا - پژمان بازغی – دوئل در نقش زینال - پرویز پرستویی – مارمولک در نقش رضا مارمولک                                                     | - گوهر خیراندیش – رسم عاشق‌کشی در نقش باجی - ترانه علیدوستی – شهر زیبا در نقش فیروزه - گلاب آدینه – مهمان مامان در نقش مادر - رویا نونهالی – هم‌نفس در نقش شیرین - فاطمه معتمدآریا – گیلانه در نقش ننه گیلانه - گلشیفته فراهانی – اشک سرما در نقش روناک |
| بهترین بازیگر نقش دوم مرد | بهترین بازیگر نقش دوم زن |
| - کامبیز دیرباز – دوئل در نقش یحیی - پارسا پیروزفر – مهمان مامان در نقش یوسف - فرامرز قریبیان – شهر زیبا در نقش ابوالقاسم - سعید پورصمیمی – معادله در نقش علی‌مراد - شهاب حسینی – شمعی در باد در نقش دوست فرزین - بیژن امکانیان – سربازهای جمعه در نقش حسن | - مریلا زارعی – سربازهای جمعه در نقش زینت - فریده سپاه‌منصور – مهمان مامان در نقش مش مریم - آفرین عبیسی – قدمگاه در نقش مادر - آهو خردمند – شهر زیبا در نقش همسر ابوالقاسم - حوریه میرمحمدی – رسم عاشق‌کشی در نقش ماجان                                 |
| سیمرغ بلورین بهترین فیلمنامه | سیمرغ بلورین بهترین موسیقی متن |
| - مارمولک – پیمان قاسم‌خانی - مهمان مامان – داریوش مهرجویی، وحیده محمدی‌فر، هوشنگ مرادی کرمانی - شهر زیبا – اصغر فرهادی - او – رهبر قنبری - رسم عاشق‌کشی – خسرو معصومی                                                                                       | - قدمگاه – محمدرضا علیقلی - دوئل – مجید انتظامی - خداحافظ رفیق – سعید شعبانی‌نژاد - رسم عاشق‌کشی – پیمان یزدانیان - مزرعه پدری – پیمان یزدانیان |
| بهترین صداگذاری | بهترین صدابرداری |
| - دوئل – مسعود بهنام، حمید نقیبی - قدمگاه – محسن روشن - روایت سه‌گانه – محمدرضا دلپاک - پروانه‌ای در باد – امیرحسین قاسمی - رسم عاشق‌کشی – محمدرضا دلپاک | - شهر زیبا – حسن زاهدی - مهمان مامان – جهانگیر میرشکاری - شمعی در باد – نظام‌الدین کیانی - سربازهای جمعه – اسحاق خانزادی - مزرعه پدری – مهران ملکوتی                                                                                                   |
| بهترین طراحی صحنه و لباس | سیمرغ بلورین بهترین فیلم‌برداری |
| - دوئل – امیرحسین اثباتی - مهمان مامان – محسن شاه‌ابراهیمی - قدمگاه – سیامک احصائی - شهر زیبا – کیوان مقدم - برگ برنده – ایرج رامین‌فر | - دوئل – بهرام بدخشانی - گاوخونی – محمد آلادپوش - شهر زیبا – علی لقمانی - مزرعه پدری – رسول احدی - صبحانه‌ای برای دو نفر – علیرضا زرین‌دست |
| بهترین چهره‌پردازی | بهترین اثر هنر و تجربه |
| - قدمگاه و گیلانه – مهرداد میرکیانی - مهمان مامان – مهین نویدی - دوئل – مسعود ولدبیگی - عروس افغان – مهری شیرازی | - قدمگاه - محمدمهدی عسگرپور |
| سیمرغ بلورین بهترین تدوین | سیمرغ بلورین بهترین جلوه‌های ویژه |
| - دوئل – مصطفی خرقه‌پوش - شهر زیبا – شهرزاد پویا - شمعی در باد – محمدرضا مویینی - رسم عاشق‌کشی – حسن حسن‌دوست - مزرعه پدری – بهرام دهقان | - دوئل – محسن روزبهانی - روایت سه‌گانه – مرتضی اکبری - خداحافظ رفیق – محسن روزبهانی و جواد شریفی‌راد - اشک سرما – عباس شوقی - مزرعه پدری – محمدرضا شرف‌الدین                                                                                             |
| جایزه ویژه هیئت داوران | |
| - گیلانه – رخشان بنی‌اعتماد | |

## بزرگداشت‌ها (افتخار آفرینان ۲۵ سال سینمای انقلاب)
- مجید مجیدی
- داریوش مهرجویی
- بهرام بیضایی
- شهرام اسدی
- سیف‌الله داد
- منوچهر محمدی
- مرتضی شایسته
- ابراهیم حاتمی‌کیا